# Štadión pod Zoborom
Das Štadión pod Zoborom (deutsch „Stadion unterhalb des Zobor“) ist ein Fußballstadion in der slowakischen Stadt Nitra. Die Anlage ist auch als Futbalový štadión FC Nitra bekannt. 2013 war es eines von vier Stadien der U-17-Fußball-Europameisterschaft.

## Geschichte
Die 1909 eröffnete Anlage ist die sportliche Heimat des Fußballvereins FC Nitra und grenzt an den Stadtpark. Die Spielstätte besitzt eine überdachte Sitzplatztribüne; hingegen die Gegentribüne wie die Kurven hatten Steh- wie Sitzmöglichkeiten. Der Innenraum des Stadions war weitläufig und komplett mit Naturrasen bewachsen. Besonders die Plätze in den Kurven lagen weit hinter den Toren. Es wurde eine Flutlichtanlage installiert. Neben dem Stadion liegen u. a. zwei Fußballfelder mit Flutlicht und zwei Handballfelder.
Am 15. Januar 2018 begann die Renovierung der über 100 Jahre alte Fußballarena. In den Kurven wurden zwei Ränge dicht hinter den Spielfeldrand gebaut. Sie sind mit blauen Kunststoffsitzen und einem ebenso blauen Kunststoffdach überspannt. Die Tribüne auf der Gegenseite wurde mit den beiden Ränge in den Kurven verbunden. Sie ist ebenfalls überdacht und mit Sitzplätzen ausgestattet. Der Umbau kostete rund acht Mio. Euro, von denen die Stadt 5,5 Mio. und der slowakische Staat, im Rahmen eines Stadionerneuerungsprogramms, 2,4 Mio. Euro trugen. Nach den Arbeiten bietet das Štadión pod Zoborom 7246 Sitzplätze. Das nicht ganz fertiggestellte Stadion wurde am 5. August 2018 mit der Ligabegegnung am 3. Spieltag zwischen dem FC Nitra und dem DAC Dunajská Streda (2:3) vor 6068 Zuschauern wiedereröffnet. Während der Bauarbeiten trug der Verein seine Heimspiele im Štadión Zlaté Moravce in Zlaté Moravce aus.

## Länderspiele
Im Štadión pod Zoborom trug die slowakische Fußballnationalmannschaft der Männer zwei Freundschaftsspiele aus.
- 27. Mär. 1996:  Slowakei –  Belarus 4:0[3]
- 24. Mai 2000:  Slowakei –  Saudi-Arabien 1:1[4]

## Galerie

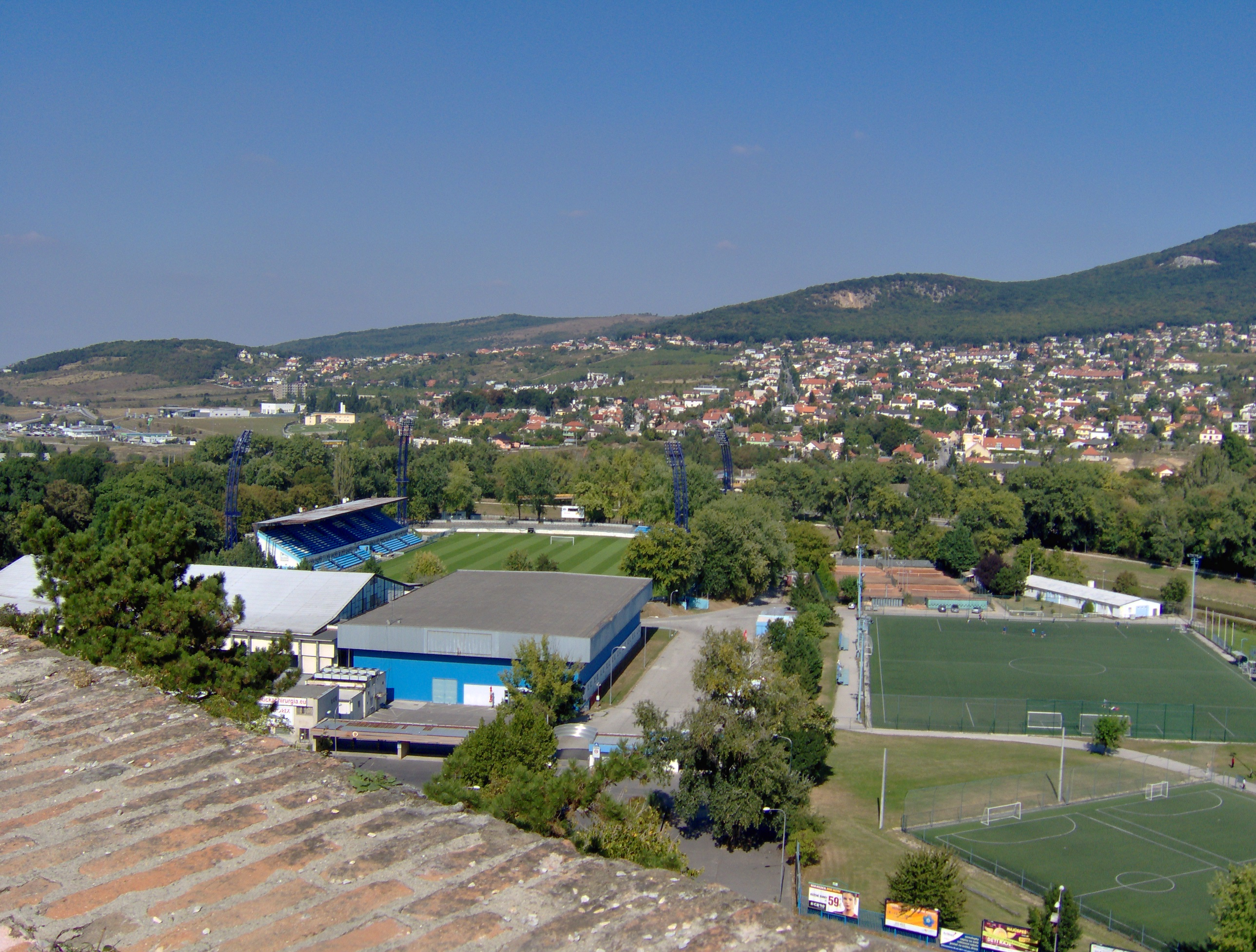
Blick von der Burg Nitra auf die Stadionanlage (September 2011)
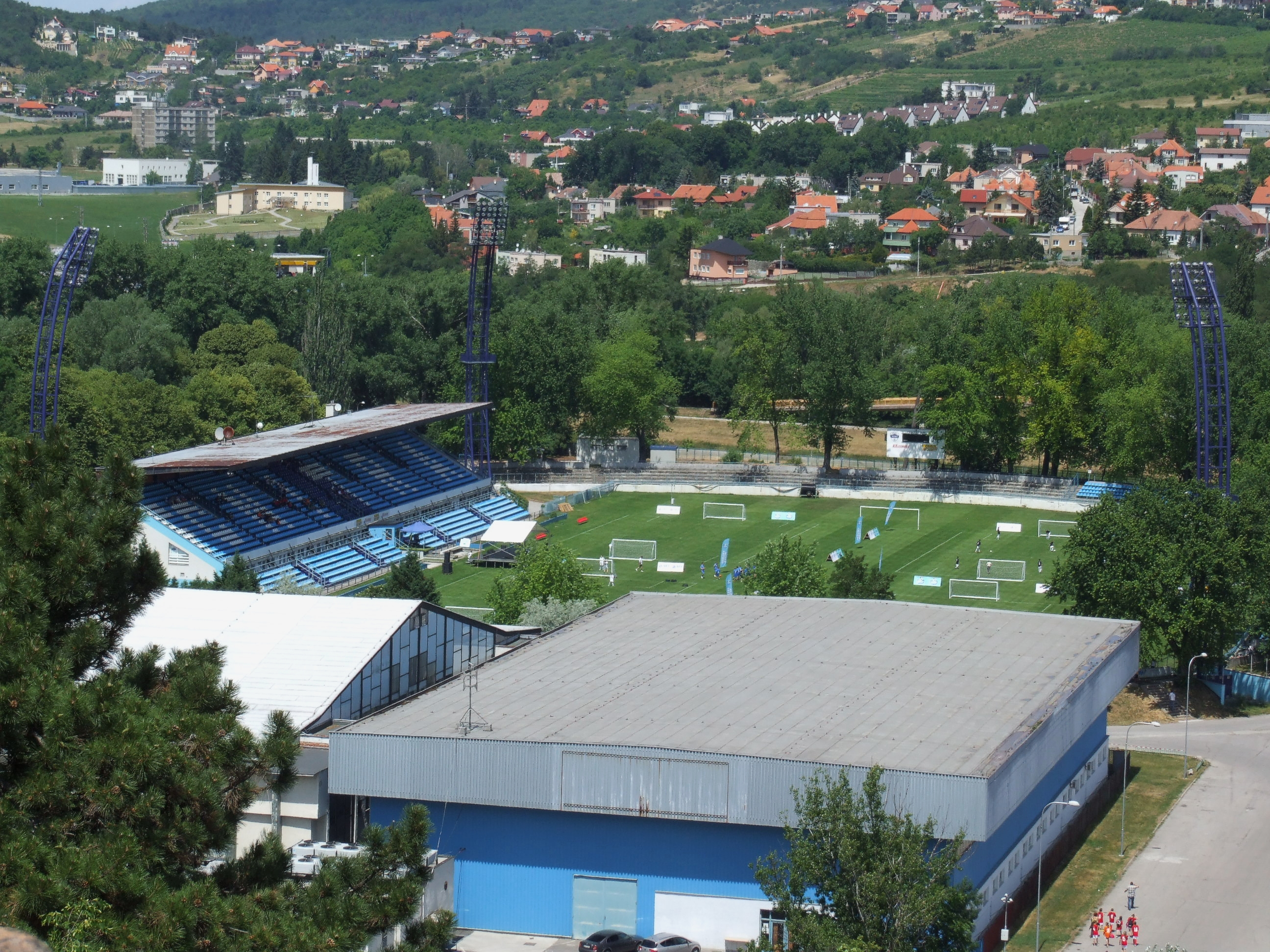
Das Štadión pod Zoborom vor dem Umbau (2012)
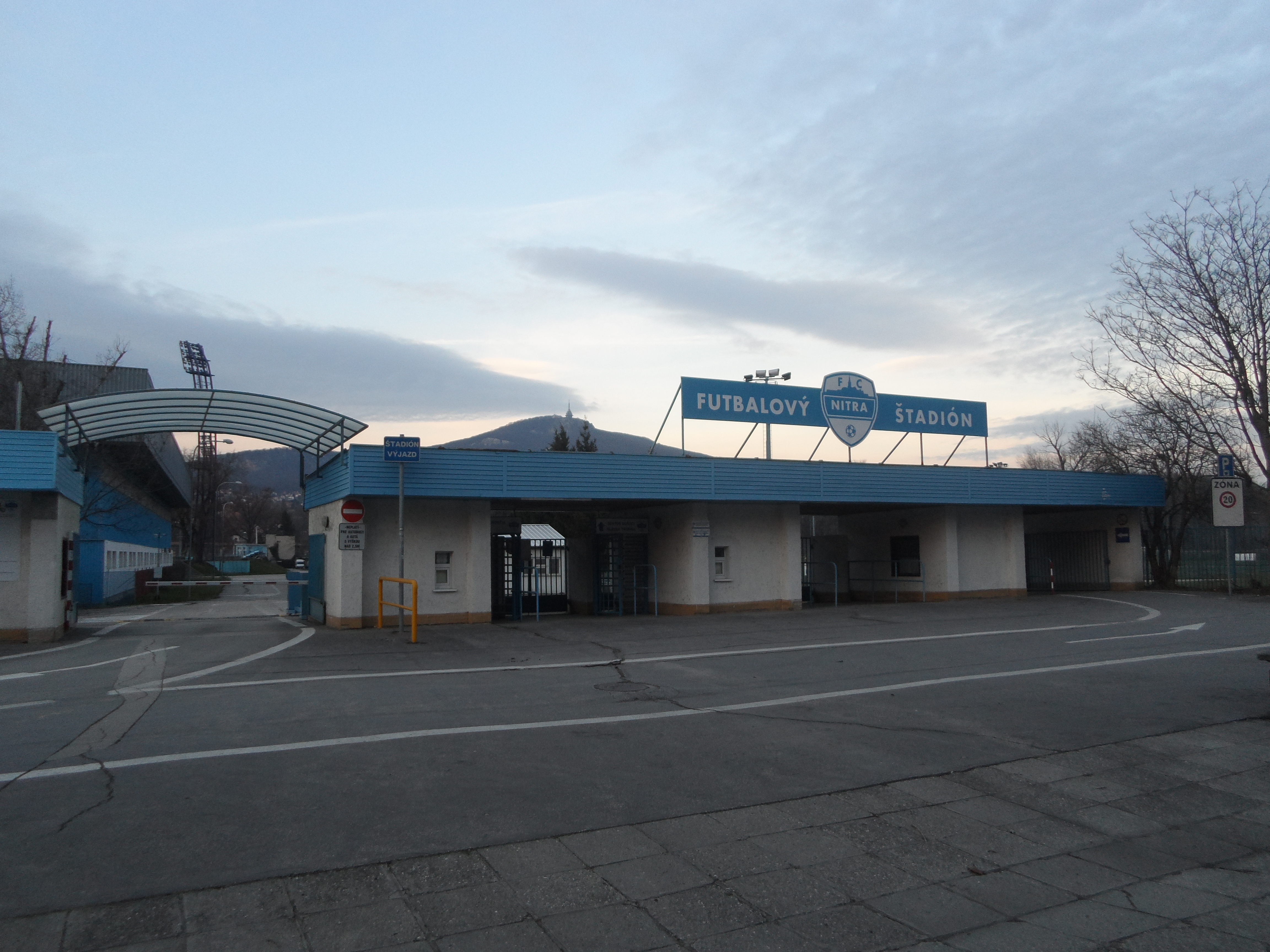
Eingang zum Stadion (Februar 2016)
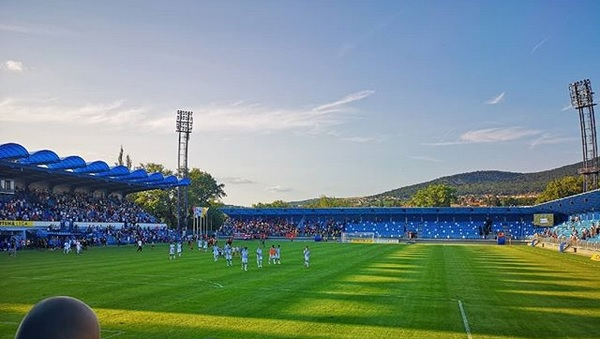
Das Stadion beim zweiten Spiel nach der Wiedereröffnung zwischen dem FC Nitra und Spartak Trnava (0:0) am 18. August 2018